# Clément Secchi

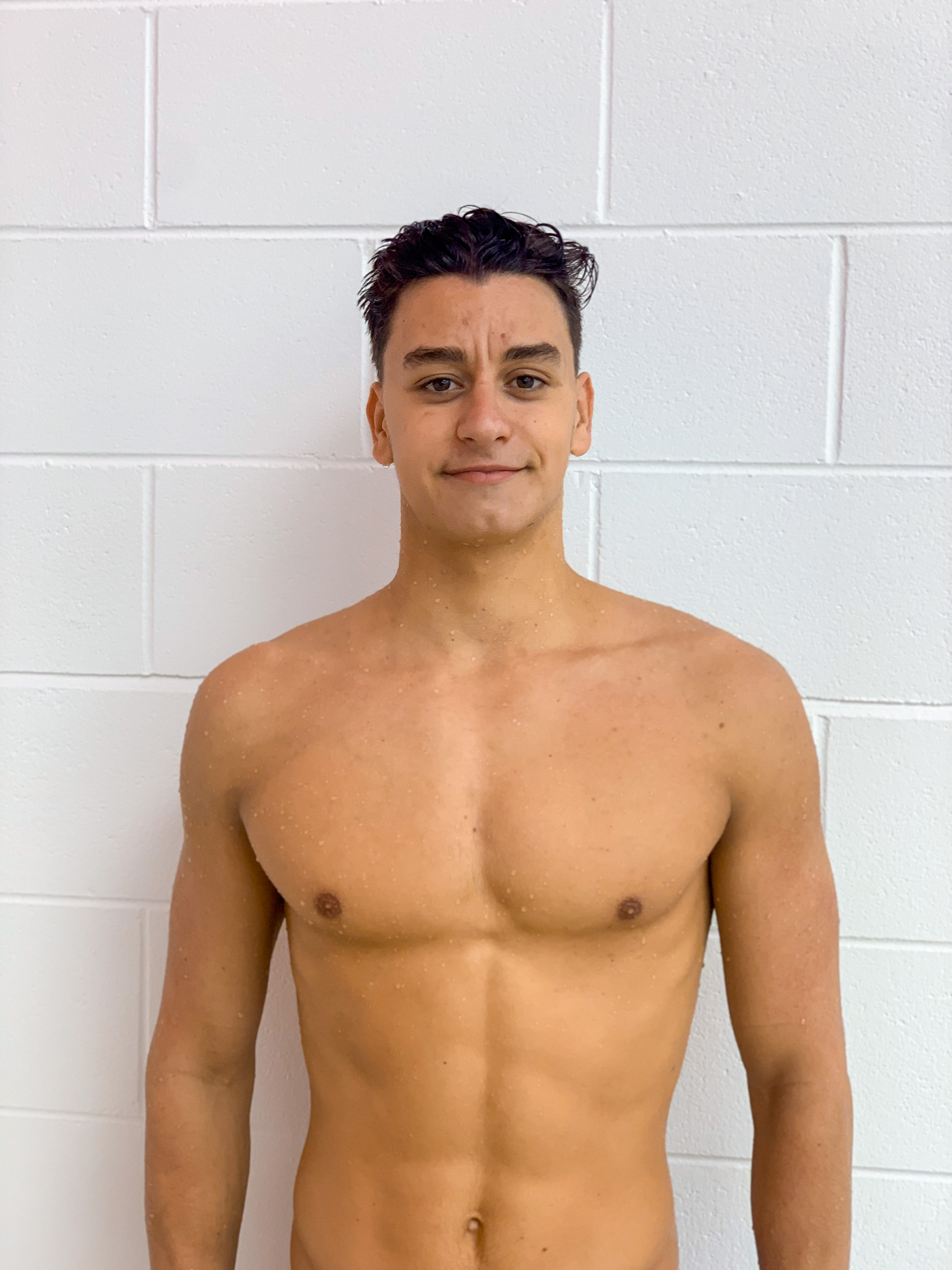
Clément Secchi (2019)

Clément Secchi (* 4. Mai 2000 in Aix-en-Provence) ist ein französischer Schwimmer. Bei Olympischen Spielen erschwamm er eine Bronzemedaille. Er gewann bis 2024 bei Europameisterschaften einmal Silber auf der 50-Meter-Bahn.

## Sportliche Karriere
Clément Secchi studierte in Amerika. 2022 graduierte er an der McGill University in Montreal, 2023 machte er seinen Master an der University of Missouri. An beiden Universitäten gehörte er zum Schwimmteam; an der McGill University war er drei Jahre in Folge Sportler des Jahres. 2024 schwamm Secchi für CN Marseille.
2022 gewann Secchi bei den französischen Meisterschaften den Titel über 100 Meter Schmetterling. Bei den Weltmeisterschaften 2022 in Budapest trat Secchi erstmals bei einer großen internationalen Meisterschaft an. Als 23. der Vorläufe über 100 Meter Schmetterling schied er aber in seinem Auftaktrennen aus. Anderthalb Monate später bei den Europameisterschaften in Rom wurde er im Halbfinale über 100 Meter Schmetterling Elfter. Zum Abschluss der Wettbewerbe erreichte die Männer-Lagenstaffel in der Besetzung Yohann Ndoye-Brouard, Antoine Viquérat, Clément Secchi und Maxime Grousset den zweiten Platz hinter den Italienern. Mewen Tomac und Charles Rihoux erhielten für ihren Vorlaufeinsatz ebenfalls Silber in der Lagenstaffel.
Bei den Olympischen Spielen 2024 in Paris schied Secchi über 100 Meter Schmetterling als 14. im Halbfinale aus. Die Lagenstaffel mit Yohann Ndoye-Brouard, Léon Marchand, Clément Secchi und Rafael Fente-Damers erreichte das Finale mit der schnellsten Vorlaufzeit. Im Endlauf schwammen Ndoye-Brouard, Marchand, Grousset und Florent Manaudou drei Sekunden schneller als die Vorlaufstaffel. Damit wurden die Franzosen Dritte hinter dem Chinesen und dem US-Team, das 0,37 Sekunden vor den Franzosen anschlug.